# Colladonus brunneus
Colladonus brunneus är en insektsart som beskrevs av Henry Fairfield Osborn 1915. Colladonus brunneus ingår i släktet Colladonus och familjen dvärgstritar. Inga underarter finns listade i Catalogue of Life.